# 道の駅大和
道の駅大和（みちのえき やまと）は、佐賀県佐賀市にある国道263号の道の駅である。九州では珍しいオートキャンプ場が併設されている。特産の干し柿や農産物が有名。

## 施設
- 駐車場
  - 普通車 - 46台
  - 大型車 - 8台
  - 身体障がい者用 - 2台
- トイレ
  - 男 - 大 4器（2器）、小 4器（2器）
  - 女 - 6器（2器）
  - 身体障がい者用 - 2器（1器）

※（）内は、24時間利用可能
- 公衆電話
- 郵便ポスト
- 公衆FAX
- 売店 「そよかぜ館[1]」
  - 農産物直売所 [2]
  - ソフトクリームショップ[3]
- インフォメーションセンター
- 自動販売機コーナー
- オートキャンプ場
  - バーベキューコンロ無料貸し出し
  - サイト数：6サイト（土、芝）
  - キャンプ利用者用洗い場（母屋）
  - すべてのキャンプサイトに20A電源
  - 予約方法 : 電話にて申し込み（090-5479-3158）

## 休館日
- 年始

## アクセス
- 国道263号 - 登録路線
  - 長崎自動車道 佐賀大和インターチェンジから北へ約2km

## 周辺
- 川上峡
- ホテル龍登園
- 佐賀大和温泉ホテル アマンディ[4]
- 肥前大和巨石パーク[5]
- 古湯温泉街
- フジカントリークラブゴルフ場[6]
- 佐賀バルーンフェスタ会場